# Fontaine-Chalendray
Fontaine-Chalendray è un comune francese di 210 abitanti situato nel dipartimento della Charente Marittima nella regione della Nuova Aquitania.

## Società

### Evoluzione demografica
Abitanti censiti